# Episodi di Kiff (prima stagione)
La prima stagione della serie animata Kiff è stata trasmessa negli Stati Uniti su Disney Channel  dal 10 marzo 2023 al 10 febbraio 2024. In Italia la serie è stata pubblicata dal 20 novembre 2024 al 16 aprile 2025 su Disney+. 
| nº | Titolo originale                          | Titolo italiano                             | Prima TV USA      | Prima TV Italia  |
| -- | ----------------------------------------- | ------------------------------------------- | ----------------- | ---------------- |
| 1  | Thirst to Be the First                    | Il primo sorso                              | 10 marzo 2023     | 20 novembre 2024 |
| 1  | The Fourth Bath                           | Il quarto bagno                             | 10 marzo 2023     | 20 novembre 2024 |
| 2  | Pool Party                                | Festa in piscina                            | 10 marzo 2023     | 20 novembre 2024 |
| 2  | Road Trip                                 | Viaggio in auto                             | 10 marzo 2023     | 20 novembre 2024 |
| 2  | Brunch DJ                                 | DJ brunch                                   | 18 marzo 2023     | 20 novembre 2024 |
| 2  | Career Day                                | La giornata dei mestieri                    | 18 marzo 2023     | 20 novembre 2024 |
| 4  | The Five Pigeons of the Acapellapocalypse | I cinque piccioni dell' Acappellapocalisse! | 18 marzo 2023     | 20 novembre 2024 |
| 4  | Leave a Little Juice                      | Il pane secco di Delfman                    | 18 marzo 2023     | 20 novembre 2024 |
| 5  | Big Barry on Campus                       | Il grande Barry al campus                   | 25 marzo 2023     | 20 novembre 2024 |
| 5  | Club Book                                 | Il libro club                               | 25 marzo 2023     | 20 novembre 2024 |
| 6  | Kiff's Mix                                | Il miscuglio di Kiff                        | 25 marzo 2023     | 20 novembre 2024 |
| 6  | Kiff's on a Plane                         | Kiff in aereo                               | 25 marzo 2023     | 20 novembre 2024 |
| 7  | Farley                                    | Farley                                      | 1° aprile 2023    | 20 novembre 2024 |
| 7  | Two for One Hot Dogs                      | Hot dog 2 per 1                             | 1° aprile 2023    | 20 novembre 2024 |
| 8  | Halfway There Day                         | La giornata a metà strada                   | 1° aprile 2023    | 25 dicembre 2024 |
| 8  | Be Still My Harp                          | L'arpa incantata                            | 1° aprile 2023    | 25 dicembre 2024 |
| 9  | Friendiversary                            | Amiciziaversario                            | 8 aprile 2023     | 25 dicembre 2024 |
| 9  | Totally Table Town                        | Questa è Table Town                         | 8 aprile 2023     | 25 dicembre 2024 |
| 10 | Hat                                       | Il cappello                                 | 15 aprile 2023    | 25 dicembre 2024 |
| 10 | Lost and Found                            | Ufficio oggetti smarriti                    | 15 aprile 2023    | 25 dicembre 2024 |
| 11 | Principal Dance Socks                     | I calzini ballerini                         | 22 aprile 2023    | 25 dicembre 2024 |
| 12 | Two Truths and a Bunny                    | Due verità e un coniglio                    | 29 aprile 2023    | 29 gennaio 2025  |
| 12 | Nicknames                                 | Soprannomi                                  | 29 aprile 2023    | 29 gennaio 2025  |
| 13 | The Sound of Helen                        | Tutti insieme appassionatahelen             | 6 maggio 2023     | 29 gennaio 2025  |
| 13 | Weekly Grocery Shop                       | La spesa settimanale                        | 6 maggio 2023     | 29 gennaio 2025  |
| 14 | Friendship in the Time of Cheese Caves    | L'amicizia al tempo delle cave di formaggio | 13 maggio 2023    | 29 gennaio 2025  |
| 14 | Soup Opera                                | Soup Opera                                  | 13 maggio 2023    | 29 gennaio 2025  |
| 15 | Mall Leader                               | Al centro commerciale                       | 20 maggio 2023    | 29 gennaio 2025  |
| 15 | Ghost Wolf's Art                          | L'arte del lupo fantasma                    | 20 maggio 2023    | 29 gennaio 2025  |
| 16 | Fresh Outta Grandmas                      | Collezionismo che passione                  | 17 giugno 2023    | 5 marzo 2025     |
| 16 | Maybe-sitting                             | Una babysitter per i babysitter             | 17 giugno 2023    | 5 marzo 2025     |
| 17 | Everyday I'm Riddlin' Riddlin             | Un indovinello al giorno                    | 24 giugno 2023    | 5 marzo 2025     |
| 17 | Life on the Inside                        | La vita all'interno                         | 24 giugno 2023    | 5 marzo 2025     |
| 18 | Weird Delivery                            | Una strana consegna                         | 1° luglio 2023    | 5 marzo 2025     |
| 18 | No Dad Ideas                              | Niente idee da papà                         | 1° luglio 2023    | 5 marzo 2025     |
| 19 | Faculty Lounge                            | Sala professori                             | 8 luglio 2023     | 5 marzo 2025     |
| 19 | Personal Assistant                        | L'assistente personale                      | 8 luglio 2023     | 5 marzo 2025     |
| 20 | Trevor's Rockin' Halloween Bash           | La festa pazzesca di Halloween di Trevor    | 29 settembre 2023 | 5 marzo 2025     |
| 21 | I Like to Move It!                        | Mi piace trasportarlo                       | 7 ottobre 2023    | 5 marzo 2025     |
| 21 | Hive Got an Idea                          | Ho avuto un'idea                            | 7 ottobre 2023    | 5 marzo 2025     |
| 22 | You Can't Handle the Tooth!               | Non sai gestire il dente                    | 14 ottobre 2023   | 5 marzo 2025     |
| 22 | Blooper Quest                             | Missione Blooper                            | 14 ottobre 2023   | 5 marzo 2025     |
| 23 | When You Mow, You Mow                     | Quando falci falci                          | 21 ottobre 2023   | 16 aprile 2025   |
| 23 | Harry's Maturity Crisis                   | Crisi della maturità di Harry               | 21 ottobre 2023   | 16 aprile 2025   |
| 24 | Silly Moods                               | La ridarella                                | 28 ottobre 2023   | 16 aprile 2025   |
| 24 | Chatterley vs. Chatterley                 | Chatterley contro Chatterley                | 28 ottobre 2023   | 16 aprile 2025   |
| 25 | Hungee Squirrel                           | Lo scoiattolo vorace                        | 4 novembre 2023   | 16 aprile 2025   |
| 25 | The Foreverangees                         | I furibondi                                 | 4 novembre 2023   | 16 aprile 2025   |
| 26 | Snow More Ketchup                         | Tempesta di ketchup                         | 11 novembre 2023  | 16 aprile 2025   |
| 26 | Kiff and Barry Go to Prom                 | Kiff e Barry vanno al ballo                 | 11 novembre 2023  | 16 aprile 2025   |
| 27 | Kiff Is Good at Sports                    | Kiff è brava nello sport                    | 20 gennaio 2024   | 16 aprile 2025   |
| 27 | Mushroommates                             | Invasione fungosa                           | 20 gennaio 2024   | 16 aprile 2025   |
| 28 | Principal Helen                           | Helen la preside                            | 27 gennaio 2024   | 16 aprile 2025   |
| 28 | Dial B for Butt                           | Chiamata partita per sbaglio                | 27 gennaio 2024   | 16 aprile 2025   |
| 29 | Fun Uncle Pat                             | Il simpatico Zio Pat                        | 3 febbraio 2024   | 16 aprile 2025   |
| 29 | Kiff Escape!                              | Kiff-uga                                    | 3 febbraio 2024   | 16 aprile 2025   |
| 30 | Beach Day                                 | Una giornata in spiaggia                    | 10 febbraio 2024  | 16 aprile 2025   |
| 30 | Sun's Out Buns Out                        | Sole fuori, didietro fuori                  | 10 febbraio 2024  | 16 aprile 2025   |